# Lung Ying-tai
Dans ce nom chinois, le nom de famille, Lung, précède le nom personnel Ying-tai.
Lung Ying-tai (chinois traditionnel : 龍應台 ; pinyin : Lóng Yìngtái), née le 13 février 1952 à Kaohsiung à Taïwan, est une écrivaine, essayiste, critique politique et culturelle, femme politique et personnalité intellectuelle publique taïwanaise.
Avec plus de trente livres à son actif, elle a non seulement un grand nombre de lecteurs dans son pays natal Taïwan, mais ses œuvres littéraires ont également un impact dans les communautés de langue chinoise à Hong Kong, en Chine, à Singapour, en Malaisie et en Amérique du Nord. Lung Ying-tai est largement connue pour ses critiques du régime de la loi martiale imposée par le parti Kuomintang. Ses essais critiques sur les questions culturelles et politiques contribuent à la démocratisation de Taïwan. Elle devient ensuite une ferme opposante aux restrictions croissantes imposées par la Chine continentale à la liberté de la presse et aux libertés publiques.
Lung Ying-tai est le premier chef du Bureau culturel de Taipei de 1999 à 2003. Elle crée en 2005 la Fondation culturelle Lung Ying-tai. Elle est la première ministre de la Culture de Taïwan de 2012 à 2014. Elle se consacre ensuite à l’écriture et aux conférences.

## Biographie

### Jeunesse, famille
Lung Ying-tai naît le 13 février 1952 à Kaohsiung dans le district de Daliao, à Taïwan. Elle est la fille de Lung Huai-sheng, qui a quitté son domicile du Hunan et a rejoint l'armée du Kuomintang à 15 ans. Ses parents fuient la Chine continentale après que le Kuomintang ait perdu la guerre civile chinoise contre les communistes en 1949. À Taïwan, Lung Huai-sheng ne grandit pas dans les villages spécialement construits pour abriter les familles de militaires, mais il est élevé au sein de la population locale dans plusieurs villages de pêcheurs et d'agriculteurs du centre et du sud de Taïwan,.
Comme la plupart des réfugiés du continent ayant migré à Taïwan vers 1949, déracinés de tout patrimoine agricole, sans réseau de relations à solliciter, sans antécédents ni statut social sur lesquels s’appuyer, et sans la langue ni la culture locales, les parents de Lung Yin-tai investissent résolument dans l’éducation de leurs enfants,. Malgré les difficultés financières pour l'éducation de leurs quatre enfants, la mère de Lung, Ying Meijun, insiste pour que Lung Yin-tai, sa fille unique, entreprenne des études universitaires.
Après avoir fréquenté le lycée pour filles de Tainan, Lung yin-tai fréquente les cours de l'université nationale Cheng Kung où elle obtient une licence en langues et littératures étrangères, puis elle continue ses études aux États-Unis où elle passe un doctorat en littérature anglaise et américaine de l'université d'État du Kansas.

### Début de carrière
Taïwan est sous le régime du parti unique du Kuomingtang lorsque Lung Ying-tai revient à Taïwan après ses études en 1983. Elle commence à rédiger une tribune d'opinion dans le China Times, dans laquelle elle livre ses réflexions et ses critiques sur la société taïwanaise de cette époque. Ces essais sont rassemblés et publiés ensemble en 1985 sous la forme d'une compilation intitulée Ye Huo Ji (野火集, Collection de feux de forêt). Le livre est réimprimé 24 fois en 21 jours, suscitant un tel engouement que le poète Yu Kwang-chung qualifie son impact de celui d'une « tornade » (l'expression chinoise, Longjuanfeng, est un jeu de mots sur le nom de Lung). Il devient « le livre le plus vendu et le plus commenté de la décennie à Taïwan » et est considéré comme ayant influencé le processus de démocratisation de l'île.
Lung Yin-tai part en Europe avec son mari en 1986. Pendant son séjour en Europe, elle reste prolifique, écrivant de nombreux livres : Ren Zai Ouzhou, 1988 (人在歐洲, Le Malade et le noble – Voyage à travers l'Europe) ; Xie Gei Taiwan de Xin, 1992 (寫給台灣的信, Lettres à Taïwan), Kan Shiji Mo Xiang Ni Zou Lai, 1994 (看世紀末向你走來, Regarde la fin du siècle venir vers toi), Haizi Ni Manman Lai, 1994 (孩子你慢慢來, Enfant, prends ton temps), Mei Li De Quan Li, 1994 (美麗的權利, Le droit de séduire ), Zai Heidebao Zhui Ru Qing Wang, 1995 (在海德堡墜入情網, Dans les ombres d'Heidelberg : Une histoire d'amour et de destin), Gan Bei Ba Tuomasiman, 1996 (乾杯吧托馬斯曼, 1996, Bravo Thomas Mann), Wo De Bu An , 1997 (我的不安, Notre époque d'incertitude), Ah ! Shanghai Nan Ren, 1998 (啊！上海男人, 1998, Ah ! Hommes de Shanghai) et Bainian Sisuo, 1999 (百年思索, 1999, Réflexions de ce siècle). Lung Yin-tai écrit dans plusieurs langues et pour plusieurs publics. « Il n'est pas rare qu'elle publie simultanément un essai dans le China Times de Taipei et dans le Wen Hui Bao de Shanghai, la version allemande paraissant dans le Frankfurter Allgemein et la version anglaise sur le service européen de la BBC ». Son travail est publié dans les journaux de Chine continentale depuis le début des années 1990. En 1994, elle critique les restrictions imposées par le gouvernement singapourien à la liberté personnelle dans un article intitulé « Dieu merci, je ne suis pas Singapourienne » (幸好我不是新加坡人).

### Retour à Taïwan, premières responsabilités publiques
En 1999, le maire de Taipei, Ma Ying-jeou, se rend en Allemagne et invite Lung Yin-tai à devenir le premier directeur du Bureau culturel de la ville de Taipei. Elle accepte, revient à Taïwan et remplit ces fonctions à partir de septembre 1999,,,. Pendant son mandat, elle conçoit et met en œuvre des politiques qui accroissent la visibilité des arts dans la ville et elle restaure et transforme 20 sites historiques, dont le parc culturel et créatif de Songshan, le salon d'art de la résidence du maire, le parc créatif de Huashan, la maison du cinéma de Taipei, la maison de thé Wistaria, la colline du Trésor, et la maison de Lin Yutang, entre autres. Le Bureau culturel répertorie et met sous protection 1 146 vieux arbres, en sauve 276 de l'abattage et promulgue l'« Ordonnance de protection des arbres de la ville de Taipei », la première ordonnance de ce type à Taïwan. Lung Ying-tai favorise également les échanges culturels entre les artistes locaux et internationaux : plus de 50 artistes du monde entier visitent Taipei entre 1999 et 2002 dans le cadre du programme « Artistes en résidence » de la ville. Elle termine son mandat en mars 2003 et accepte ensuite un poste de professeure.

### Professeure, engagement associatif, écriture
Elle est professeur invité à l'université municipale de Hong Kong de 2003 à 2004 et est ensuite professeur invitée au Centre d'études de journalisme et des médias de l'Université de Hong Kong.
Lung Ying-tai reprend alors sa carrière d'écrivaine et publie deux livres en 2003, Yinse Xianrenzhang : Long Yingtai Xiaoshuo Ji (銀色仙人掌 : 龍應台小說集, Mort par le cactus d'argent : ensemble de nouvelles) et Miandui Dahai de Shihou (面對大海).的時候, Quand face à la mer). Dans ce dernier ouvrage, Lung Ying-tai aborde des questions complexes comme les défis auxquels la culture traditionnelle est confrontée aux forces de la modernisation et de l'internationalisation : « À Taipei, il y a 58 magasins Starbucks, mais il n'y a qu'un seul Zi Teng Lu (une maison de thé traditionnelle). Dans le monde, il existe 6 600 magasins Starbucks, mais il n'y a qu'un seul Zi Teng Lu ». Elle répond aussi aux problèmes associés à la dé-sinisation prônée par l'administration du président Chen Shui-bian. « Un parti politique n'est pas synonyme de nation ; une nation n'est pas synonyme de sa culture ; le Parti communiste chinois n'est pas synonyme de Chine ; et la Chine n'est pas synonyme de la République populaire de Chine ». Ces articles déclenchent des débats houleux rarement vus depuis des années. Elle accepte en 2005 un poste de professeur à temps plein à l'université nationale Tsing Hua, à Taïwan. En juillet de la même année, elle crée la Fondation culturelle Lung Ying-tai, une plateforme destinée à la promotion de l'engagement civique et à la promotion des discussions intellectuelles à travers des conférences visant à élargir les perspectives des jeunes.
En janvier 2006, Lung Ying-tai rédige une lettre ouverte à Hu Jintao à la suite de la fermeture de la revue Bing Dian (Point de congélation), un hebdomadaire influent en Chine, pour avoir publié du contenu anti-PCC. Cette lettre ouverte, intitulée Qing Yong Wenming Lai Shuifu Wo (請用文明來說服我, Une question de civilité, lettre ouverte à Hu Jintao), s'élève contre la décision de Hu Jintao de fermer le magazine et contre la répression de la liberté d'expression en Chine par le Parti communiste chinois : « Quand je dois faire un choix entre Taïwan et la Chine continentale, ce n'est vraiment pas si dur que vous le pensez : quel que soit le système qui défend ces valeurs auxquelles je crois, ce sera mon pays ; quiconque fonctionne contre ces valeurs, je le mépriserai et le rejetterai ».
Lung Ying-tai est préconisée en 2007 comme candidate potentielle pour un poste de membre au Yuan de contrôle. Elle décline l'offre, déclarant : « Je veux rester une plume indépendante pour la société ». De 2008 à 2009, elle est la première Hung Leung Hau Ling Distinguished Fellow en sciences humaines à l'université de Hong Kong. En 2009, elle reçoit le prix de professeur titulaire KT Li de l'Université nationale Cheng Kung.
Son ouvrage Mu Song (目送, L'Adieu ) paraît en 2008 et est un succès immédiat dans toute l'Asie. Le livre est un recueil de 74 œuvres en prose qui racontent le parcours de la vie, la mort de son père, la vieillesse de sa mère, le départ de son fils, les inquiétudes de ses amis et la compagnie de ses frères. Elle puise « dans les profondeurs de l'expérience humaine, explorant les thèmes de l'échec et de la vulnérabilité, de la perte et de la libération, ainsi que les liens durables et le vide profond. ».
Elle écrit ensuite Da Jiang Da Hai 1949 (大江大海一九四九, Grand fleuve, grande mer : histoires inédites de 1949), qui paraît en 2009 et qui a pour sujet la guerre civile chinoise et la retraite du Kuomintang à Taïwan, racontant ces faits à travers les souvenirs de gens ordinaires. « Dans cet ouvrage, je ne me soucie pas de savoir qui est du bon côté, le vainqueur ou le vaincu. Je veux seulement vous montrer que lorsque vous démantelez l’appareil d’État, ce sont ces individus qui sont à l’intérieur ». Lung Ying-tai espère que les lecteurs de son livre reconnaîtront « toute une génération de personnes qui ont subi en silence un énorme traumatisme, écrasées sous la roue de fer de l’histoire (...), piétinées, humiliées et détruites à cette époque historique. » En dix-huit mois, 400 000 exemplaires sont vendus à Taïwan et à Hong Kong, mais il est interdit en Chine continentale,,.

### Ministre de la Culture

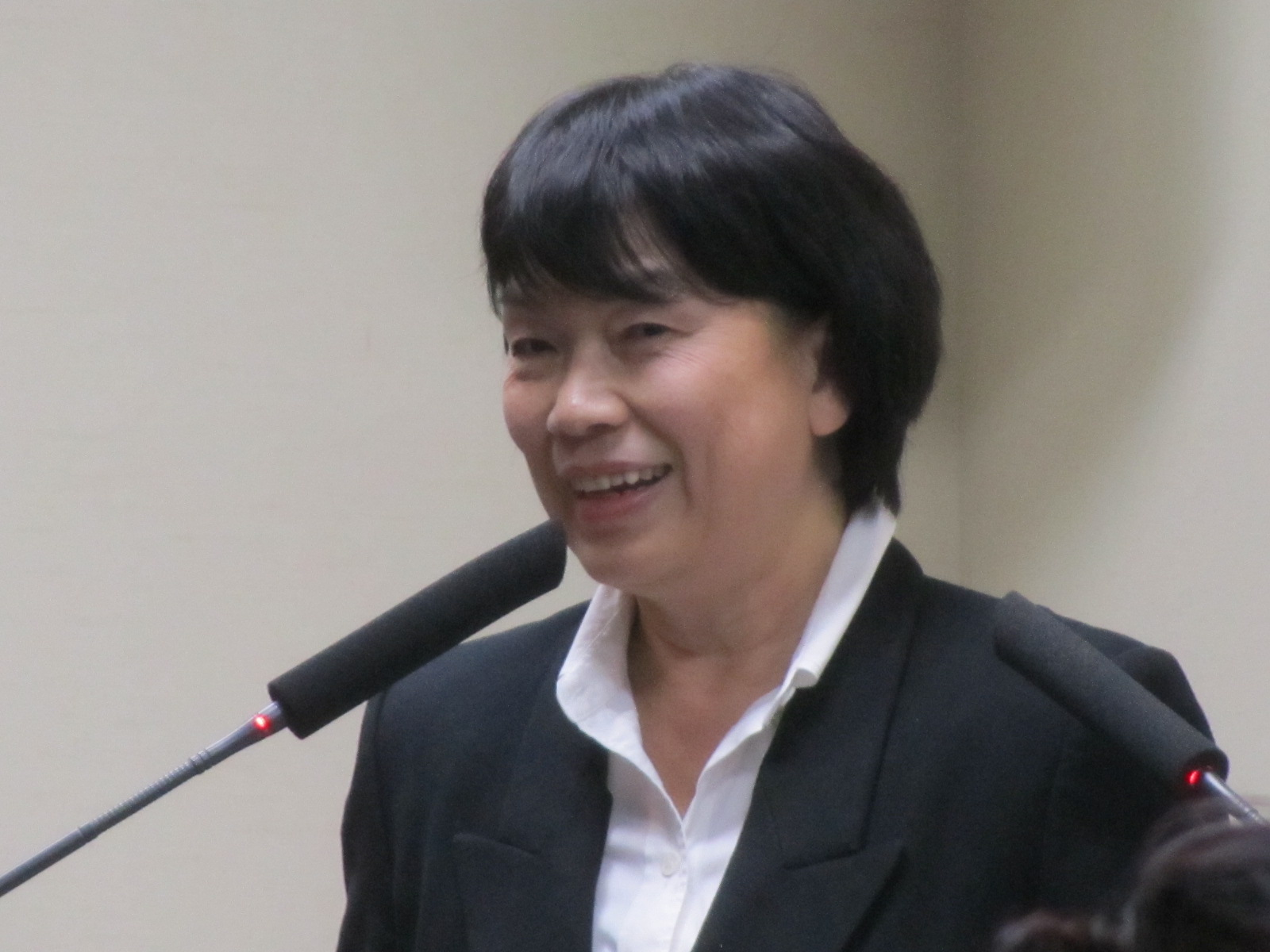
Lung Ying-tai, ministre de la Culture.

En février 2012, Lung Ying-tai prend le poste de directeur du Conseil des affaires culturelles de Taïwan, chargé de réorganiser et de rassembler quatre ministères distincts pour en faire le ministère de la Culture. Sous sa direction, le ministère de la Culture est officiellement fondé en mai 2012. Lung Ying-tai est nommée première ministre de la Culture de Taïwan. Installée dans ses fonctions le 21 mai 2012, elle exprime l'espoir que les politiques culturelles soient servies par la politique plutôt que de servir des objectifs politiques. Ses intentions politiques sont guidées par des approches comme l'enracinement dans le sol, l'internationalisation, le cloud numérique et l'axe sur la valeur, c'est-à-dire la connexion avec la base, le peuple, pour rendre servir la population générale, l'expansion internationale avec le soft power de Taïwan, l'adoption de la technologie cloud pour associer la culture et la technologie de pointe, la promotion d'un écosystème industriel innovant et l'amélioration de l'économie de l'esthétique.
Au cours de son mandat ministériel, le problème sur le service de télévision publique, qui durait depuis trois ans, est résolu. Les lois régissant la radiodiffusion publique et la production cinématographique sont revues, tandis que de nouvelles lois concernant la conservation des musées et la préservation du patrimoine culturel sous-marin sont proposées. De nouvelles institutions, dont le Centre national des arts du spectacle, l'Institut national du film, le Centre du théâtre traditionnel de Taïwan, le Centre national de la photographie et de l'image et le Centre de musique de Taipei sont fondées,.
Comme ministre, elle lance aussi des initiatives pour promouvoir la lecture, la culture télévisuelle, ainsi que les échanges culturels internationaux et les relations transdétroit,,.
Le 1er décembre 2014, Lung Ying-tai présente sa démission de ministre, donnant pour raison principale le vieillissement de sa mère, l'hostilité politique et médiatique ayant contribué à sa décision.

### Enseignement et conférences, activités littéraires, militantisme pour la paix
Lung Ying-tai reprend de 2015 à 2020 son travail de Hung Leung Hau Ling Distinguished Fellow en sciences humaines à l'Université de Hong Kong. En plus de sa carrière d'écrivaine, Lung Ying-tai est une oratrice éloquente en mandarin et en anglais ; elle reçoit de fréquentes invitations à donner des conférences dans le monde entier, attirant souvent un large public,,. Une compilation de 23 de ses conférences est rassemblée dans son ouvrage de 2016, Qingting (傾聽, 2016, Écouter). Elle publie en 2018 Tianchangdijiu : Gei Meijun de Xin (天長地久 : 給美君的信, 2018, Eternal Love : Letters to Meijun ). Dans la préface, Lung Ying-tai déclare qu’elle est sceptique sur la pertinence de l’écriture après avoir été témoin de l’effondrement d’une époque et de la désillusion des valeurs au cours de son expérience dans la fonction publique. Elle présente dans ce livre sa tentative de redécouvrir les intentions pures, à travers ses réflexions personnelles sur la vie, la mort et l’amour pour les différentes générations.

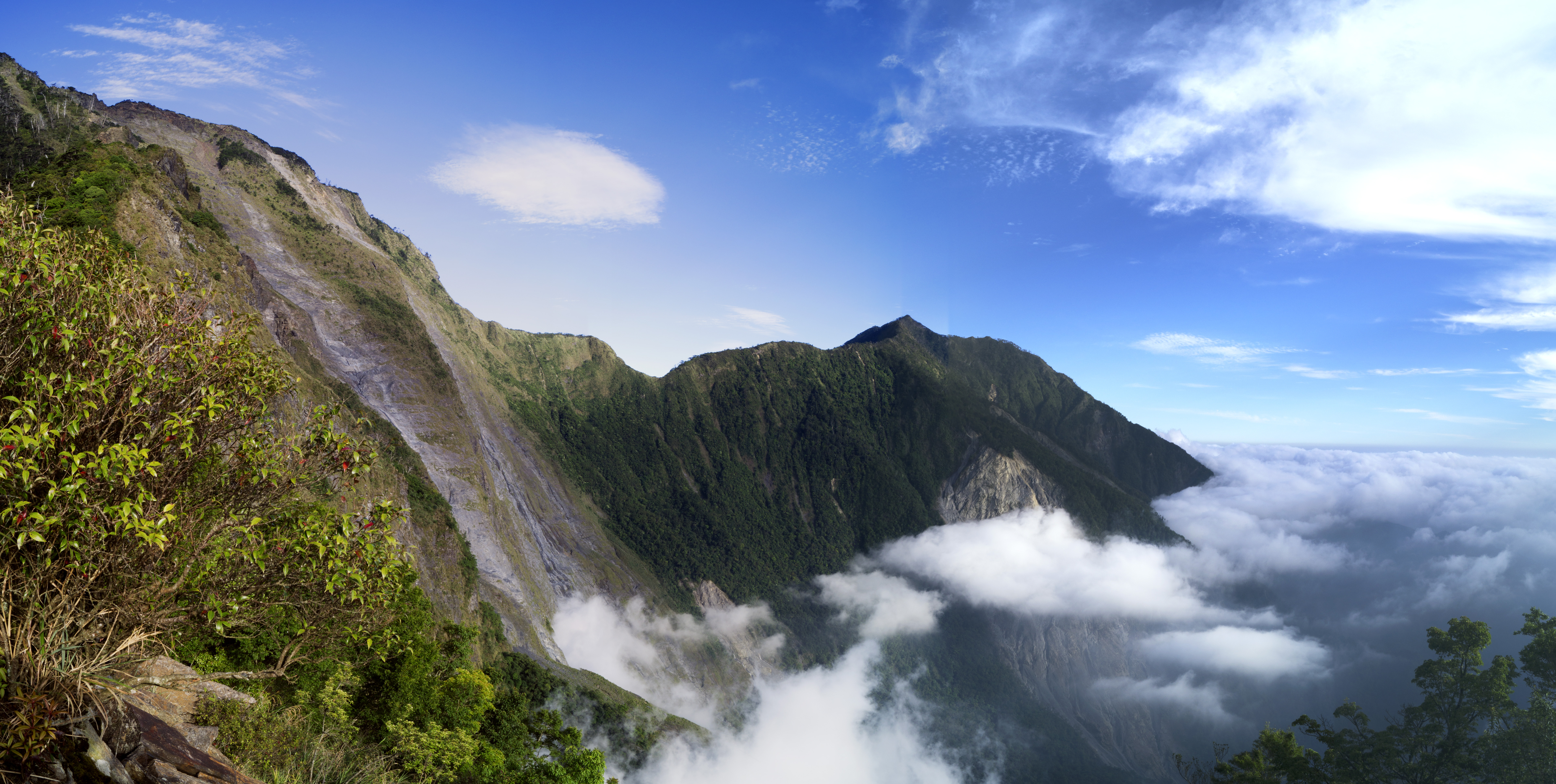
Le mont Da Wu ou Kavulungan, cadre de son roman.

C'est à Chaozhou, une petite ville du sud de Taïwan, où elle a emménagé en 2017, qu'elle écrit son premier roman, Da Wu Shan Xia, 2020 (大武山下, Au pied du mont Kavulungan). L'histoire a pour cadre la montagne Da Wu (ou mont Kavulungan) à Pingtung, dans Taïwan. Une écrivaine qui a passé la plupart de sa vie à errer, revient à ses racines rurales et rencontre une mystérieuse jeune fille de 14 ans, se lance dans un voyage où la vie et la terre, les plantes, les animaux et l'histoire témoignent de leur destinée commune. « Avec la curiosité sans bornes d'un enfant, la ténacité d'un chercheur de terrain, la prose éthérée et gracieuse d'un artiste littéraire et le langage profond et majestueux, Lung peint le monde de la montagne Da Wu… Elle explore les réflexions philosophiques sur la vie et l'écrivaine fait preuve d'un profond intérêt pour la terre et sa culture ». « La compétence fondamentale de tout écrivain est de permettre aux lecteurs de voir des choses qu'ils n'auraient pas vues autrement », explique Lung Ying-tai. Elle dépeint également des centaines d'espèces de plantes et d'animaux,, et le livre comprend des illustrations dessinées par elle-même.
Lung Ying-tai devient active sur un réseau social, partageant souvent ses expériences rurales avec ses lecteurs. Pendant les Manifestations de 2019-2020 à Hong Kong, elle écrit que les participants sont comme « un œuf couché sur le sol du jardin » face à « un mur de fer et d'acier ». « Comment traitons-nous un œuf ? Nous nous penchons, le ramassons doucement, le berçons dans nos paumes et veillons à ce qu'il ne se brise pas ». En réponse, le Quotidien du Peuple l'accuse d'ignorer les « émeutiers violents » et attaque « l’étroitesse de sa pensée ». Dans une interview avec le Nikkei Asian Review, elle déclare qu'elle souhaite que les hommes politiques de Pékin aient assez de sagesse pour comprendre la situation en profondeur et voir l'avenir avec des vues et des perspectives à plus long terme dans leurs relations avec Hong Kong.
Quand les tensions militaires s’intensifient entre les deux rives du détroit, Lung Ying-tai publie un message soulignant l’impact destructeur de la guerre sur la civilisation, et conclut par « Peu importe ce que vous dites, je suis contre la guerre ». Cette déclaration déclenche un vif débat à Taïwan, où les habitants se divisent politiquement et ont des opinions tranchées sur l’avenir de l’île. Certains lui reprochent de « ne parler que contre la guerre et de ne pas oser exprimer son opposition au Parti communiste ».

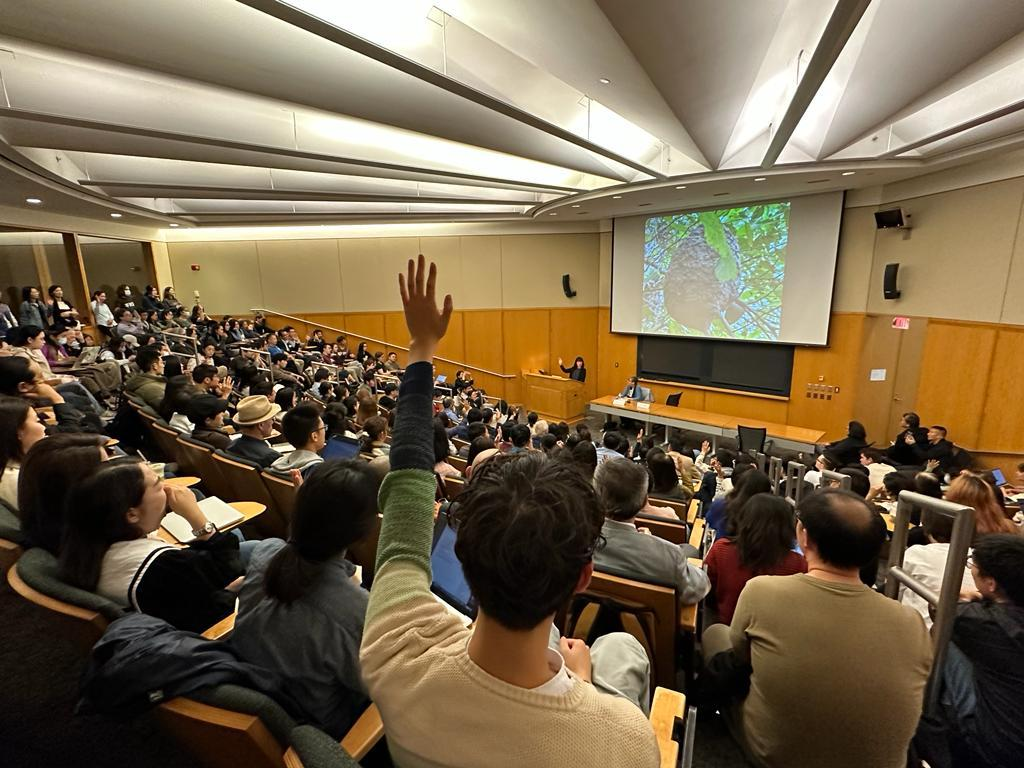
Lung Ying-tai donne la conférence « Ma vie dans un village indigène » à l'université Harvard, le 27 septembre 2023.

Lung Ying-tai écrit aussi pour des lecteurs internationaux. Elle écrit en 2019 « 23 millions de personnes sur un canoë : pourquoi l’Europe devrait se soucier de l’avenir de Taïwan » pour The Berlin Pulse. En 2023, elle publie une tribune dans The New York Times sur les sentiments locaux sur l'avenir avec les tensions entre les deux rives du détroit.
En septembre 2023, Lung Ying-tai est invitée à donner des conférences à la Pardee School of Global Studies de l'université de Boston, au Center for the Study of Asia et au Harvard Yenching Institute, sur les questions des relations transdétroit et pour partager son expérience. Elle effectue le mois suivant une tournée en Allemagne et en Autriche pour commémorer le premier anniversaire de l'édition allemande de Da Wu Shan Xia (大武山下, Au pied du mont Kavulungan, Am Fusse des Kavulungan). La tournée commence à la Foire du livre de Francfort, suivie de tables rondes ou colloques dans les universités de Würzburg, de Tübingen, de Heidelberg et de Göttingen. Elle est ensuite invitée à l'Académie autrichienne des sciences, où elle partage ses réflexions sur la question transdétroit.

### Critiques
Au cours de sa carrière d’écrivaine depuis quatre décennies, Lung Ying-tai subit de nombreuses attaques très diverses. Dans sa jeunesse, elle est considérée comme une fauteuse de troubles par les conservateurs. Pendant son adolescence, elle est critiquée par les taïwanais d'origine, qui la qualifient de pro-unification ou lui prêtent des liens avec le Parti communiste chinois. La Chine continentale interdit la plupart de ses œuvres, et certains l'accusent de prôner l'indépendance de Taïwan. 
Ces critiques contradictoires peuvent justifier la détermination de Lung Ying-tai à rester « une plume indépendante pour la société », et « elle est la seule personne à Taïwan qui ose critiquer le Parti nationaliste, le Parti démocrate progressiste et le Parti communiste », déclare l'ancien rédacteur en chef du China Times Huang Ching-lung, et elle est donc « destinée à être solitaire tout en offensant de nombreux camps ».